# Adam Fedorko
Adam Fedorko (ur. 9 listopada 1898 w Jaśle, zm. 27 grudnia 1971 w Gdańsku) – major artylerii Wojska Polskiego.

## Życiorys
W 1917 roku w Jaśle ukończył gimnazjum, a w 1919 zdał maturę. Powołany 12 lutego 1917 do armii austriackiej i wcielony do 32 pułku strzelców, a w maju 1917 przeniesiony został do 46 pułku artylerii polowej. W 1917 roku w Wiedniu ukończył szkołę oficerów rezerwy artylerii. Od grudnia 1917 służył w 46 pułku artylerii polowej, z którym był na froncie rosyjskim oraz włoskim na stanowisku działonowego i awansował do stopnia kaprala. Latem 1918 zapadł na malarię i do końca wojny przebywał w szpitalach w Trieście i w Budziejowicach.
Jeszcze jako rekonwalescent wstąpił 5 grudnia 1918 do Wojska Polskiego. Początkowo w Jaśle był instruktorem w kompanii uzupełniającej, a od 6 stycznia 1919 w 3 pułku artylerii polowej działonowym 3 baterii. W maju 1919 mianowany podchorążym i objął dowództwo plutonu. Przeniesiony 9 sierpnia 1919 do 4 pułku artylerii polowej i przydzielony do 2 baterii, gdzie pełnił funkcje dowódcy plutonu i oficera zwiadowczego. 30 marca 1920 mianowany podporucznikiem artylerii. Od 1 stycznia do 2 marca 1921 był w Centrum Wyszkolenia Artylerii w Toruniu na kursie, a po jego ukończeniu powrócił na poprzednie stanowisko. Podczas pokoju dalej służył w 4 pap jako I oficer baterii i tymczasowy dowódca baterii. 3 maja 1922 został zweryfikowany w stopniu porucznika ze starszeństwem z dniem 1 czerwca 1919 i 507. lokatą w korpusie oficerów artylerii. Dalej dowodził baterią oraz był komendantem szkoły podoficerskiej i dowódcą drużyny łączności. Przeniesiony 28 sierpnia 1925 do 9 dywizjonu artylerii konnej, w którym był oficerem baterii, oficerem ewidencji personalnej oraz oficerem zwiadowczym i awansując do stopnia kapitana artylerii ze starszeństwem z dniem 1 lipca 1925, dowodząc 1 i 2 baterią. Przeniesiony 17 listopada 1930 do Szkoły Podchorążych Rezerwy Artylerii we Włodzimierzu Wołyńskim na stanowisko instruktora I baterii. W 1933 został przeniesiony do 8 baterii, a 16 kwietnia 1934 mianowano go dowódcą 6 baterii. Przeniesiony 11 września 1934 do 3 pułku artylerii lekkiej Legionów. Ukończył kurs dla dowódców dyonów i 1 stycznia 1935 awansował do stopnia majora z 32. lokatą w korpusie oficerów artylerii obejmując dowództwo dyonu. Zastępca dowódcy 13 dywizjonu artylerii konnej od kwietnia 1936, a od 14 stycznia 1939 w 30 pułku artylerii lekkiej dowodził III dyonem, pozostając na tym stanowisku po mobilizacji pułku i podczas kampanii wrześniowej. Uczestniczył w obronie Modlina, a 22 września 1939 został ranny w Kazuniu. Znalazł się w niewoli niemieckiej po kapitulacji twierdzy i w latach 1940–1942 przebywał w Oflagu XII A Hadamar, w latach 1942–1945 w Oflagu II D Gross-Born i w 1945 w Stalagu X B Sandbostel.
Po uwolnieniu służył od września 1945 w 2 Korpusie Polskim, przydzielony á la suite do 1 pułku artylerii lekkiej, a po przewiezieniu Korpusu do Wielkiej Brytanii przeniesiony do 2 pułku artylerii lekkiej, w którym również nie otrzymał stanowiska.
W listopadzie 1947 powrócił do Polski i zamieszkał we wsi Zaryń. W lutym 1948 został administratorem majątku Dębnica Kaszubska. W następnym roku ze względów rodzinnych uzyskał przeniesienie do Słupska i od 15 września 1949 w Okręgowym Zarządzie Państwowych Gospodarstw Rolnych kierował sekcją stanu posiadania w Dziale Analiz i Planowania. Od lutego 1950 pracował w Rejonie Przemysłu Leśnego w Słupsku, kolejno jako: w latach 1950–1951 kierownik sekcji zaopatrzenia, w latach 1951–1953 kierownik sekcji kontroli technicznej i w latach 1953–1959 szef produkcji. Będąc na emeryturze zamieszkał w Gdańsku, gdzie zmarł 27 grudnia 1971.

## Ordery i odznaczenia
- Krzyż Srebrny Orderu Wojskowego Virtuti Militari[10]
- Krzyż Walecznych
- Srebrny Krzyż Zasługi (10 listopada 1928)[11]